# 尚瓦隆
尚瓦隆（法語：Champvallon，法語發音：[ʃɑ̃valɔ̃]）是法国约讷省的一个旧市镇，属于欧塞尔区。2017年1月1日，尚瓦隆和相邻的另外3个市镇合并为新市镇蒙托隆。

## 地理
尚瓦隆（47°56'5"N, 3°20'43"E）面积6.83 平方千米，位于法国勃艮第-弗朗什-孔泰大區约讷省，该省份为法国中北部内陆省份，西接卢瓦雷省，西北接塞纳-马恩省，南至涅夫勒省，东临科多尔省，东北与奥布省接壤。
与尚瓦隆接壤的市镇（或旧市镇、城区）包括：尚夫尔、瑟南、贝翁、尚普莱、托隆河畔帕鲁瓦、沃尔格雷。

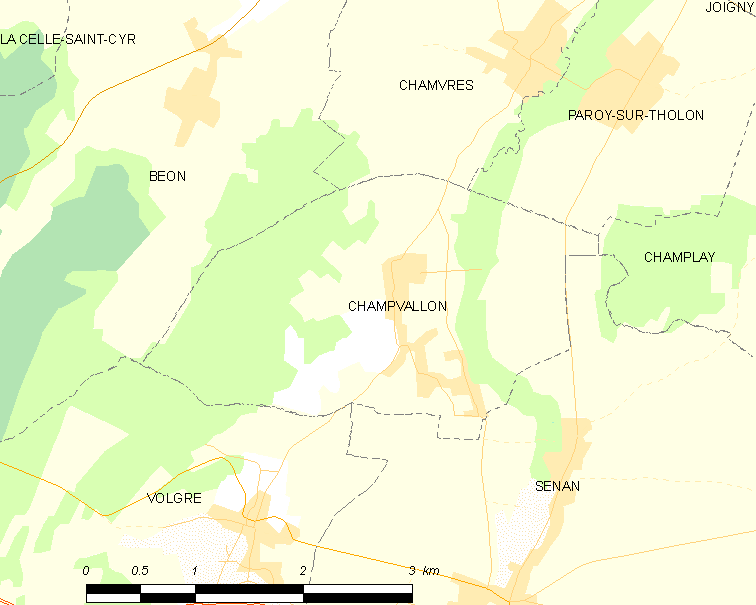
尚瓦隆的OSM定位图

尚瓦隆的时区为UTC+01:00、UTC+02:00（夏令时）。

## 行政
尚瓦隆的邮政编码为89710，INSEE市镇编码为89078。

## 政治
尚瓦隆所属的省级选区为沙尔尼-奥雷德皮赛县。

## 人口

1962-2008年间尚瓦隆人口变化图示

尚瓦隆于2018年1月1日时的人口数量为643人。